# CLC
CLC (en hangul, 씨엘씨; acrónimo de CrystaL Clear) fue un grupo femenino surcoreano, formado en 2015 por Cube Entertainment. El grupo estuvo formado por siete integrantes: Seunghee, Yujin, Seungyeon, Sorn, Yeeun, Elkie y Eunbin. CLC debutó el 19 de marzo de 2015 con el miniálbum First Love. Posteriormente realizaron su debut japonés el 13 de abril de 2016 con el disco High Heels, bajo la discográfica Universal Music Japan. El 20 de mayo de 2022, Cube Entertainment anunció la disolución del grupo.

## Historia

### Predebut
Las cinco miembros originales de CLC (Seunghee, Yujin, Seungyeon, Sorn y Yeeun) hicieron su primera aparición como bailarinas de respaldo en los vídeos musicales de G.NA en 2014. También modelaron para la marca de uniformes Smart, junto a los grupos Got7 y B1A4. Antes de su debut, el grupo comenzó a ganar publicidad a través de actuaciones callejeras que recaudaron dinero para niños con discapacidades. Estos aparecieron en el programa Love Chemistry de CLC.

### 2015-16: Debut y adición de nuevas integrantes
CLC debutó originalmente con cinco integrantes. En marzo de 2015, CLC reveló teasers para su regreso con la canción «Pepe». Hicieron un showcase el 18 de marzo en Acts Hotel en Seúl, interpretando «Pepe». En el mismo día, hicieron su debut en los escenarios a través de M! Countdown de Mnet. «Pepe» es una canción escrita por Duble Sidekick y Yang Geng, y estuvo inspirado en una canción de dance retro. Su antiguo compañero de discográfica, Rain, creó la coreografía de «Pepe». El 16 de abril, CLC publicó un sencillo especial titulado «Eighteen». Al día siguiente, el grupo empezó la promoción de la canción en Music Bank de KBS. El 28 de mayo, CLC hizo su regreso con un segundo miniálbum, Question. Hicieron su primer regreso en M! Countdown. El 10 de octubre, CLC hizo su primera gira promocional en Malasia titulada First Love Promo Tour in Malasya. Universal Music Malasya hizo un lanzamiento especial «Asia Special Edition» con una versión del álbum Question. El disco incluye canciones de First Love, Question y el sencillo «Eighteen».

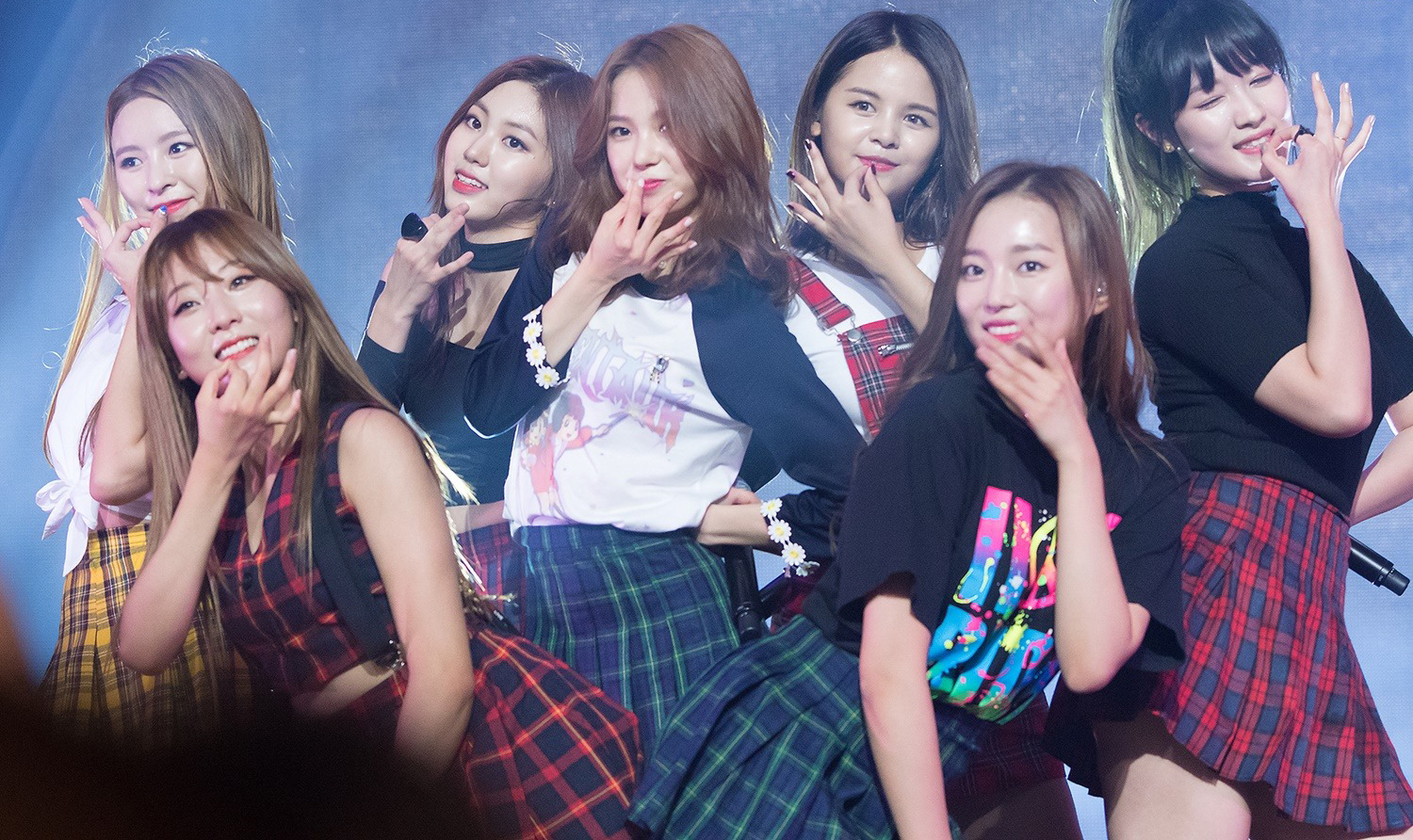
CLC el 3 de septiembre de 2016.

El 24 de febrero de 2016, Cube Entertainment anunció que CLC haría su regreso el 29 de febrero con el miniálbum Refresh y con dos nuevas integrantes, quienes fueron reveladas más tarde como Elkie y Eunbin, una aprediz de Cube la cual participó en el programa Produce 101 de Mnet. El 29 de febrero, CLC liberó una versión corta del vídeo musical de «High Heels» que incluía a Elkie, pero omitiendo a Eunbin. El 21 de marzo, se publicó la versión completa del vídeo musical incluyendo a Eubin en algunas partes.
CLC hizo su debut japonés el 13 de abril con el lanzamiento de su primer EP japonés, High Heels. El álbum incluye la versión japonesa de «Pepe», «First Love», «Like», «High Heels» y un cover de la canción «I Should Be So Lucky» de Kylie Minogue. El 12 de mayo, CLC abrió su canal en V app, seguido por una transmisión del grupo, junto a Eunbin. El grupo publicó su cuarto miniálbum titulado Nu.Clear el 30 de mayo, con el sencillo «No Oh Oh» escrito por Shinsadong Tiger. «Nu.Clear» representa «New» y «Crystal Clear», un nombre que significa el cambio nuevo para CLC en su música. Hicieron su regreso oficial con siete miembros, e iniciaron sus promociones del álbum en junio. El 27 de julio, CLC liberó su segundo EP japonés, Chamisma. El miniálbum se posicionó en la novena posición de Oricon Albums Chart, haciéndolo su primer álbum en introducirse dentro los diez primeros puestos de la lista.

### 2017-2019: Cuatro EPs y primera victoria musical
El 9 de enero de 2017, CLC celebró su primera reunión de fanes en Japón en Tower Records en Tokio. Unos días después, el grupo publicó su nuevo EP, Crystyle. Marcó una imagen renovada para el grupo, con un concepto de hip-hop más carismático. Crystyle debutó en la sexta posición de World Albums Chart, mientras que «Hobgoblin», el sencillo principal, se ubicó en el cuarto puesto de World Digital Songs. El 27 de mayo, el grupo celebró la primera reunión de fanes titulada 2017 Cheshire Entrance Ceremony. La renuión se realizó en el Salón Olímpico Muse Live en Seúl. El grupo lanzó su sexto EP, Free'sm, el 3 de agosto. El título del álbum es acrónimo de la expresión «prisma» y «libre», que describe la dirección musical y conceptual del grupo para este EP. El álbum está inspirado en los grupos femeninos de la década de 1990 como Fin.K.L y S.E.S. Se compone de seis canciones, incluido el sencillo «Where Are You?». Esta fue otra imagen nueva para el grupo, en contraste con el concepto anterior del grupo con «Hobgoblin».
El grupo lanzó el sencillo digital «To The Sky» el 1 de febrero de 2018, como una canción previa al nuevo EP. El grupo lanzó su álbum, Black Dress, el 22 de febrero. CLC celebró su concierto para su tercer aniversario. Fue un concierto benéfico basado en donaciones donde los que asistieron hicieron donaciones a una asociación de diabetes. El 17 de noviembre, CLC fue nombrado embajador ante la Asociación de Diabetes Dependiente de Insulina de Corea.
El 30 de enero de 2019, CLC lanzó su octavo EP, No.1, con la canción principal «No».  El 12 de febrero, CLC obtuvo su primera victoria en un programa musical en The Show con «No». El 29 de mayo, el grupo lanzó «Me» como un sencillo digital. El 6 de septiembre, CLC lanzó su cuarto sencillo digital, «Devil». El 1 de marzo de 2020, Billboard informó que los sencillos «Me» y «Devil» debutaron en el número 5 y 7, respectivamente, en la lista World Digital Songs, meses después del lanzamiento de «Me» convirtiéndose en la segunda canción más vendida de la semana sólo después de «Black Swan» de BTS.

### 2020-2022: Reconocimiento mundial, reinvención, salida de dos integrantes y disolución del grupo
El 13 de agosto, News1 informó que CLC estaba en producción de un nuevo álbum que se lanzaría a principios de septiembre, siendo confirmado más tarde por su sello discográfico. El 20 de agosto, CLC lanzó un nuevo logo y un monograma más simple y maduro, con la letra 'L' estilizada para que pareciera un '7' al revés en referencia a las siete miembros. El 21 de agosto, Dive Studios anunció que el grupo sería el anfitrión de la tercera temporada del podcast Idol 42, después de CIX y Verivery , a partir del 27 de agosto. El 2 de septiembre, CLC lanzó su nuevo sencillo, «Helicopter». Descrita como una «potente canción de trap pop y EDM», la pista fue coescrita por la miembro Yeeun. El sencillo alcanzó gran éxito en diversas listas musicales y su vídeo musical alcanzó en cuatro meses las 40 millones de reproducciones.
El 25 de diciembre de 2020, el bufete de abogados de Elkie, Jing Shi Law Firm, envió una carta a Cube Entertainment, en nombre de la artista, solicitando la rescisión del contrato exclusivo de ella con la agencia, citando múltiples violaciones de contrato por parte de Cube, incluida la falta de pago a Elkie, además de revelar que Cube Entertainment informó internamente a CLC que «no habría apoyo para el desarrollo del grupo en el 2020». También consideraron que el contrato se rescindió tan pronto como se recibió la carta, y le dieron a Cube Entertainment una ventana de 15 días para enviar los pagos que supuestamente no se le habían hecho a Elkie. Además, la firma declaró que si esto no fuera atendido por la agencia, se implementarían las acciones legales correspondientes.
El 3 de febrero de 2021, Cube Entertainment confirmó a través de un comunicado oficial la salida de Elkie del grupo, y la finalización de su contrato con la compañía.
Posteriormente Elkie revela en entrevistas que fue sometida a días enteros de práctica y maltrato verbal por parte de un productor musical en la empresa. 
El 9 de marzo, las miembros Seunghee, Yeeun y Seungyeon lanzaron una canción para el web drama coreano Be My Boyfriend, titulado «Another Level»
 El 17 de marzo, Cube Entertainment anunció que Sorn haría su debut solista oficial el 23 de marzo, con el sencillo digital en inglés «Run». En junio, se confirma la participación de Yujin en el programa de Mnet Girls Planet 999, además de aparecer en la serie de Netflix, So Not Worth It. En el mismo mes, Seunghee, Seungyeon y Yeeun están confirmadas para debutar como actrices en una serie de cortometrajes de terror.
Sorn en cambio, participa en un programa televisivo de fútbol femenino. 
En el transcurso de Girls Planet 999, Yujin también habla sobre el apoyo que no les brindó Cube en el 2020 por decisión de las directivas. 
El 22 de octubre, se emite el episodio final de Girls Planet 999, donde se anunció que Yujin había sido una de las ganadoras al quedar en tercer lugar con 915.722 votos y re-debutaría junto al grupo proyecto Kep1er como líder de este, poniendo en pausa momentáneamente sus actividades como miembro de CLC.
El 16 de noviembre, se confirmó la salida de Sorn, tanto de Cube Entertainment como de CLC, mediante un comunicado oficial emitido por la empresa; la misma exintegrante confirmó este hecho a través de sus redes sociales e informa su nuevo contrato con la agencia Wild Entertainment. Posteriormente en una entrevista, Sorn reveló que meses antes había finalizado su contrato con Cube, noticia que ocultó para no afectar negativamente la participación de Yujin en Girls Planet. En esa entrevista otorgada a medios Tailandeses, también reveló los constantes maltratos que recibió junto con sus compañeras, mencionando así explotación laboral y abuso verbal por parte del personal de la empresa, así como la falta de apoyo, promociones y de recursos económicos para el desempeño grupal.
El 18 de marzo de 2022, Cube Entertainment también anunció que Seungyeon y Yeeun dejarían la empresa ya que decidieron no renovar su contrato como artistas de la agencia.
El 20 de mayo de 2022, la agencia Cube Entertainment anunció la disolución del grupo mediante un comunicado oficial.

## Miembros
- Seunghee (en hangul, 승희)
- Yujin (en hangul, 유진)
- Seungyeon (장승연)
- Sorn (손)
- Yeeun (장예은)
- Elkie (엘키)
- Eunbin (en hangul, 은빈)

## Discografía
| EPs - 2015: First Love - 2015: Question - 2016: Refresh - 2016: Nu.Clear - 2017: Crystyle - 2017: Free'sm - 2018: Black Dress - 2019: No.1 | EPs - 2016: High Heels - 2016: Chamisma |